# 三好丘
三好丘（みよしがおか）は、愛知県みよし市の地名。現行行政地名は三好丘一丁目から八丁目。

## 地理

### 河川・池沼
- 境川

### 交通
- 名鉄豊田線三好ヶ丘駅

### 施設
- みよし市立三好丘中学校
- 三好丘緑地
- ベル三好幼稚園
- みよし市立三好丘小学校
- カリヨンハウス
- 三好ヶ丘郵便局
- 豊田警察署三好丘交番
- 三好丘公園

## 歴史

### 沿革
- 1993年（平成5年）5月1日 - 西加茂郡三好町大字福谷の一部より、同町三好丘一丁目から八丁目が成立[1]。
- 1995年（平成7年）2月11日 - 大字福谷の一部を六丁目へ編入[2]。
- 2010年（平成18年）1月4日 - 市制施行に伴い、みよし市三好丘となる。

### 人口の変遷
国勢調査による人口および世帯数の推移。
| 1995年（平成7年）  | 1231世帯 3249人 |  |
| 2000年（平成12年） | 1496世帯 3886人 |  |
| 2005年（平成17年） | 1846世帯 4626人 |  |
| 2010年（平成22年） | 2085世帯 4913人 |  |
| 2015年（平成27年） | 2145世帯 4800人 |  |
| 2020年（令和2年）  | 2173世帯 4720人 |  |

### WEB
1. 1 2  総務省統計局 (2022年2月10日). “令和2年国勢調査の調査結果(e-Stat) - 男女別人口，外国人人口及び世帯数－町丁・字等” (CSV). 2023年8月2日閲覧。
2. ↑  “愛知県みよし市の町丁・字一覧”.   人口統計ラボ. 2024年3月26日閲覧。
3. ↑  “読み仮名データの促音・拗音を小書きで表記するもの(zip形式) 愛知県” (zip).   日本郵便 (2024年2月29日). 2024年3月26日閲覧。
4. ↑  “市外局番の一覧” (PDF).   総務省 (2022年3月1日). 2022年3月22日閲覧。
5. ↑  “ナンバープレートについて”.   一般社団法人愛知県自動車会議所. 2024年1月21日閲覧。
6. ↑  総務省統計局 (2014年3月28日). “平成7年国勢調査の調査結果(e-Stat) - 男女別人口及び世帯数 －町丁・字等” (CSV). 2021年7月20日閲覧。
7. ↑  総務省統計局 (2014年5月30日). “平成12年国勢調査の調査結果(e-Stat) - 男女別人口及び世帯数 －町丁・字等” (CSV). 2021年7月20日閲覧。
8. ↑  総務省統計局 (2014年6月27日). “平成17年国勢調査の調査結果(e-Stat) - 男女別人口及び世帯数 －町丁・字等” (CSV). 2021年7月21日閲覧。
9. ↑  総務省統計局 (2012年1月20日). “平成22年国勢調査の調査結果(e-Stat) - 男女別人口及び世帯数 －町丁・字等” (CSV). 2021年7月21日閲覧。
10. ↑  総務省統計局 (2017年1月27日). “平成27年国勢調査の調査結果(e-Stat) - 男女別人口及び世帯数 －町丁・字等” (CSV). 2021年7月21日閲覧。

### 書籍
1. ↑  『広報みよし No.562』三好町、1993年4月15日、24頁。
2. ↑  『広報みよし No.606』三好町、1995年2月15日、24頁。